# Agassi Tennis Generation
Agassi Tennis Generation là tựa game thể thao về môn quần vợt, do hãng Aqua Pacific phát triển và DreamCatcher Interactive phát hành cho PC, PlayStation 2 và Game Boy Advance. Game ban đầu được phát hành cho PC vào ngày 12 tháng 8 năm 2002. Trò chơi có sự xuất hiện cựu cầu thủ quần vợt nổi tiếng Andre Agassi.

## Lối chơi
Trong phiên bản PlayStation 2, trò chơi có 16 giải đấu và 12 sân quần vợt. Nó có nhiều mặt sân và ba chế độ chơi khác nhau: Quick Match, Arcade và Championship. Có 32 tay vợt với khả năng khác nhau về tốc độ, sức mạnh và sức chịu đựng. Championship cung cấp cho người chơi khoản tiền 10.000 đô la và một số lựa chọn để chi tiêu, ví dụ: huấn luyện viên, huấn luyện viên cá nhân, người đại diện tài năng, v.v.
Mỗi cá nhân có thể giúp cải thiện khả năng của vận động viên tại các khu vực cụ thể theo thời gian. Quick Match sẽ đưa người chơi vào một sân riêng để trải qua một trận đấu duy nhất, trong khi Arcade được thiết kế để cung cấp cho người chơi một lịch trình điều khiển đơn giản hơn. Championship đưa người chơi vào cuộc tranh tài với hàng loạt đối thủ hư cấu qua 12 sân để giành tiền thưởng. Phiên bản PlayStation 2 của trò chơi có tính năng chuyển động bắt bóng từ chính tay vợt Agassi.
Riêng phiên bản Game Boy Advance có đến bốn chế độ: Quick Match, Arcade, Championship và Multiplayer Multipack, yêu cầu một cáp liên kết, một Game Boy Advance, khác và một bản sao khác của trò chơi. Game thủ chọn từ mười tay vợt để tranh tài cả hai trận đấu đơn và đôi tại các sân đặt tại Anh, Pháp, Đức, Úc, Ý và Mỹ.

## Đón nhận
Trò chơi nhận được đánh giá trái chiều từ giới phê bình. Phiên bản PlayStation 2 nhận được tổng số điểm 61.50% từ GameRankings dựa trên 2 đánh giá phê bình. Biên tập viên Game Chronicles Mark Smith đã chỉ trích trò chơi này vì "thiếu toàn bộ chế độ luyện tập, mini-game, hay phần chơi hướng dẫn" nhưng nói rằng người hâm mộ của thể loại này "sẽ đánh giá cao giao diện mượt mà, điều khiển dễ dàng và lối chơi thực tế". Ryan Davis của GameSpot đã chỉ trích tựa game này là vì "danh sách ngắn các tùy chọn, lối chơi đầy lỗi và sự trình diễn nhạt nhẽo nói chung".
Phiên bản PC nhận được những đánh giá tiêu cực, với Steve Hill của ComputerAndVideoGames.com nói "Xem xét điều này trên một máy tính đặc tả có chất lượng tối thiểu, nó được chứng minh làm vấy bẩn thứ tự cao nhất, với đối thủ do máy tính điều khiển phần lớn không có khả năng đánh bóng, diễn tả các trận đấu bóng nhỏ hơn sự tiếp nối tầm thường của những cú giao bóng thắng điểm không chắc và những lỗi tẻ nhạt gấp đôi" dù thực tế là A.I. người chơi "có thể trở lại phục vụ và tham gia vào các cuộc tranh tài đường bóng qua lại khá mơ hồ" trên một PC mạnh hơn một chút.